# Pediasia niobe
Pediasia niobe là một loài bướm đêm trong họ Crambidae.